# Ballerup Super Arena
Die Ballerup Super Arena ist eine Mehrzweckhalle in der dänischen Stadt Ballerup. Die Arena bietet 7500 Sitzplätze und bei Konzerten bis zu 9200 Plätze.

## Geschichte
Die Halle wurde im Jahr 2001 eingeweiht. In der Ballerup Super Arena werden Sport- und Musikveranstaltungen durchgeführt. Der Handballverein AG København nutzt die Halle für seine Heimspiele.
Auf der einzigen überdachten Radrennbahn Dänemarks, die vom Münsteraner Architekten Ralph Schürmann konzipiert wurde, werden jährlich Sechstagerennen veranstaltet. Die Bahn aus Holz hat eine Länge von 250 Meter. Dreimal – 2002, 2010 und 2024 – wurden in der Arena die UCI-Bahn-Weltmeisterschaften ausgetragen, Europameisterschaften (2006) sowie mehrfach Läufe des Bahnrad-Weltcups.
Am 3. Januar 2003 stürzte ein Teil des Daches der Halle, aufgrund grober Bemessungsfehler, unerwartet ein. Bei zwei gebogenen Trägern versagte die Stabdübelverbindung zwischen Ober- und Untergurt. Einberufene Experten stellten unter anderem fest, dass grobe Abschätzungen der benötigten Querschnittsabmessungen im Zuge der Detailplanung nicht korrigiert wurden. So wurde im Bereich der Verbindung versäumt die Querschnittsschwächungen zu berücksichtigen. Es wurde niemand verletzt, da die Halle zu diesem Zeitpunkt leer war. Die Wiedereröffnung erfolgte 2005.

## Galerie

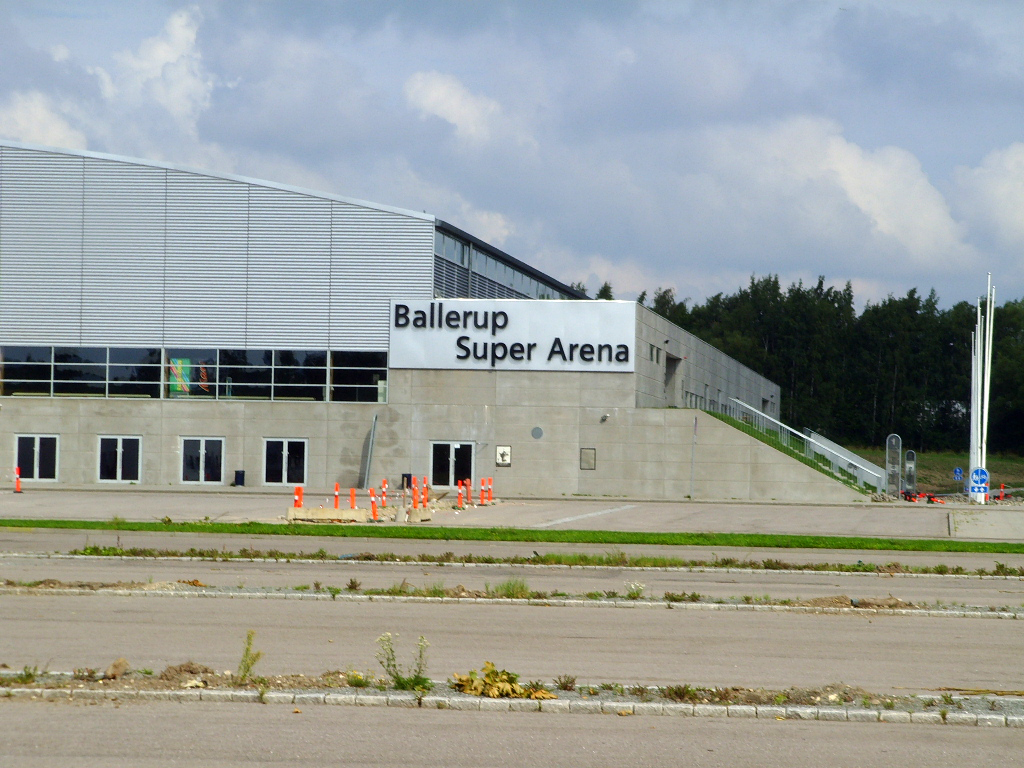
Außenansicht